# Helige Johannes Döparens kyrka, Bratsigovo
Helige Johannes Döparens kyrka (bulgariska: Църква "Св. Йоан Предтеча") är en bulgarisk-ortodox kyrkobyggnad belägen i orten Bratsigovo, i kommunen Obsjtina Bratsigovo i regionen Pazardzjik, i centrala Bulgarien.
Kyrkan är helgad åt Johannes Döparen och tillhör det bulgarisk-ortodoxa stiftet Plovdivs stift.

## Historik
Helige Johannes Döparens kyrka i Bratsigovo började att byggas år 1832 och stod klar 1833.

## Klocktornet
Kyrkans klocktorn har en höjd på 28,61 meter och har 4 våningar.

## Bilder

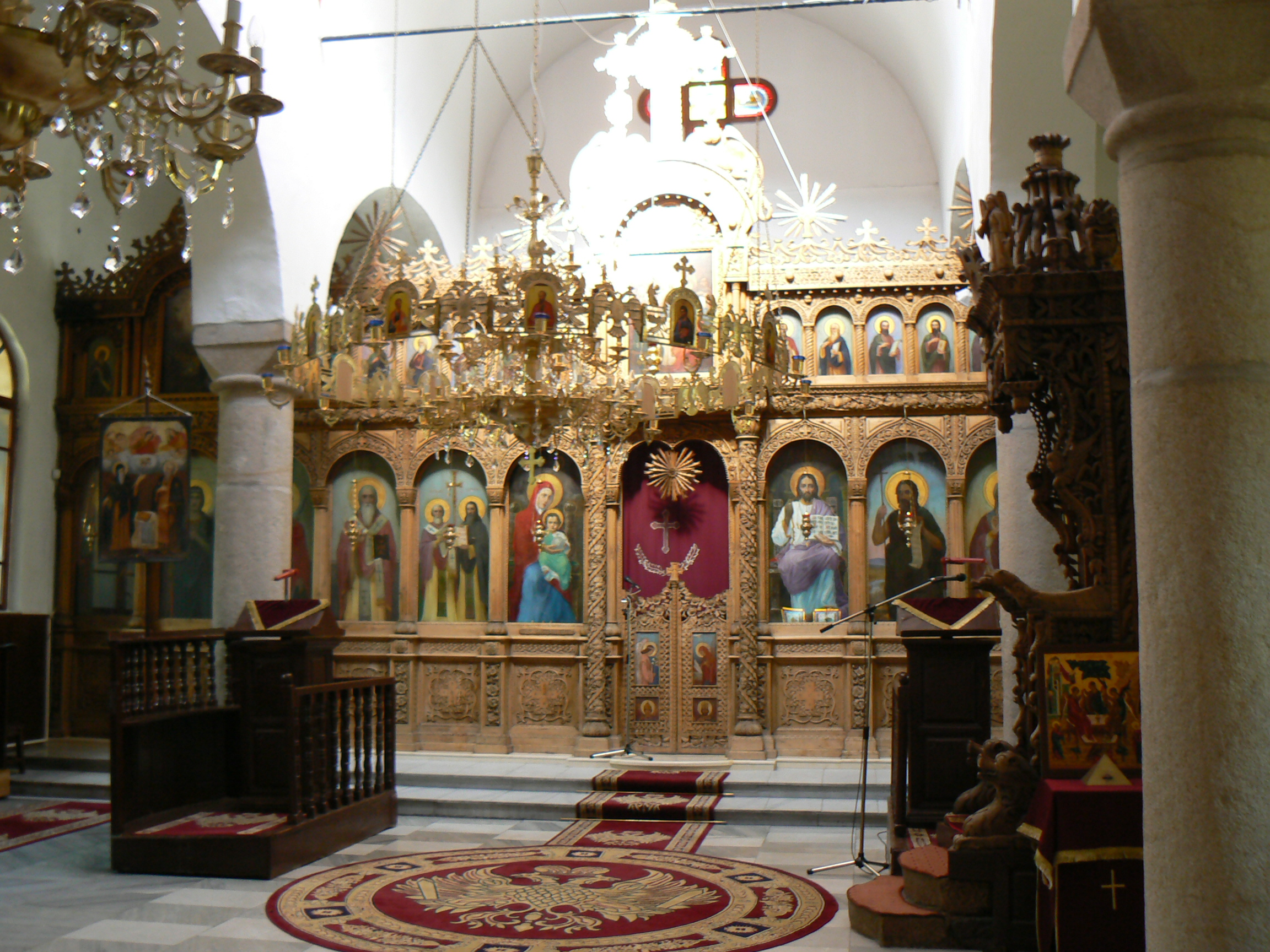
Kyrkans interiör mot ikonostasen.
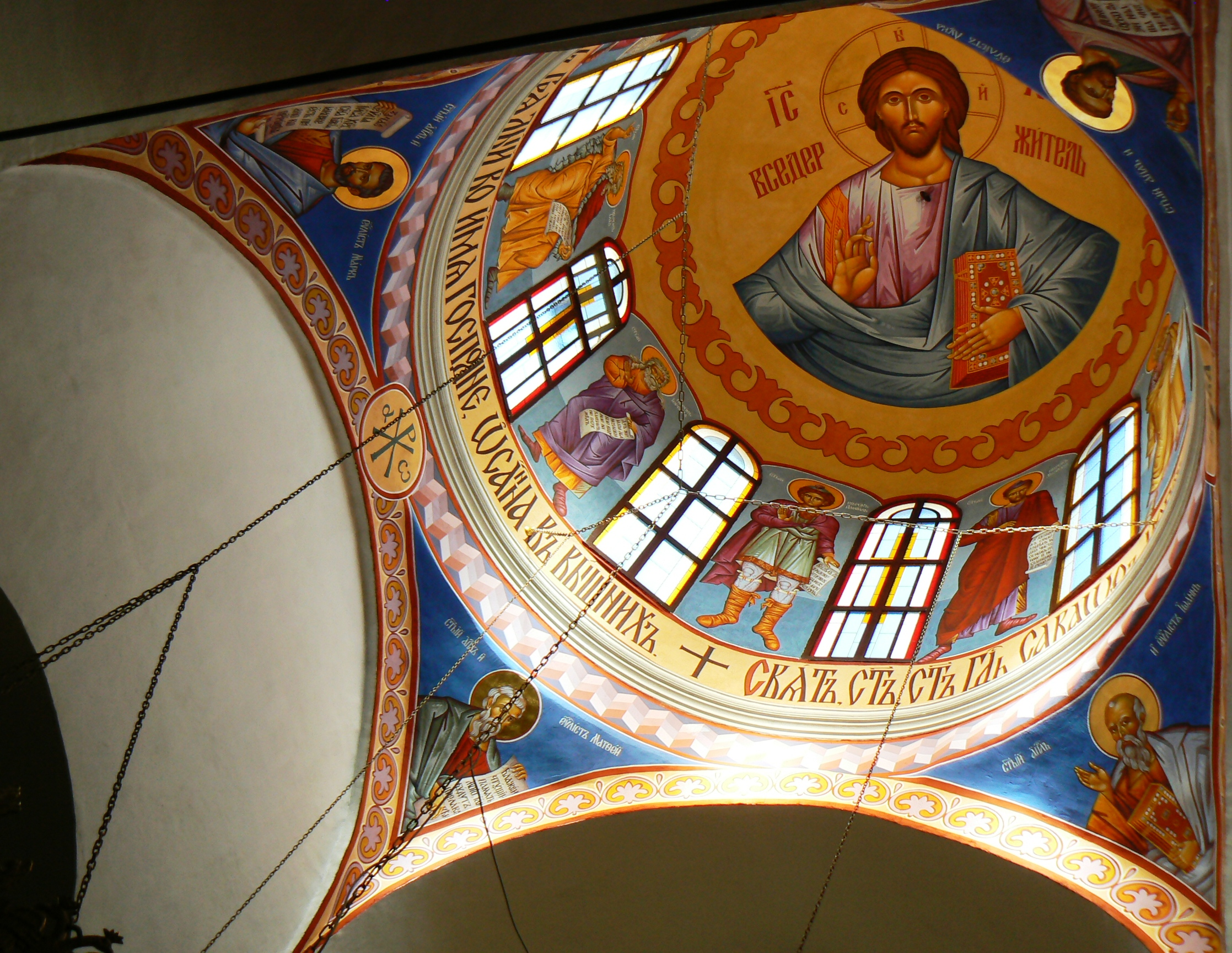
Kupolen inifrån.
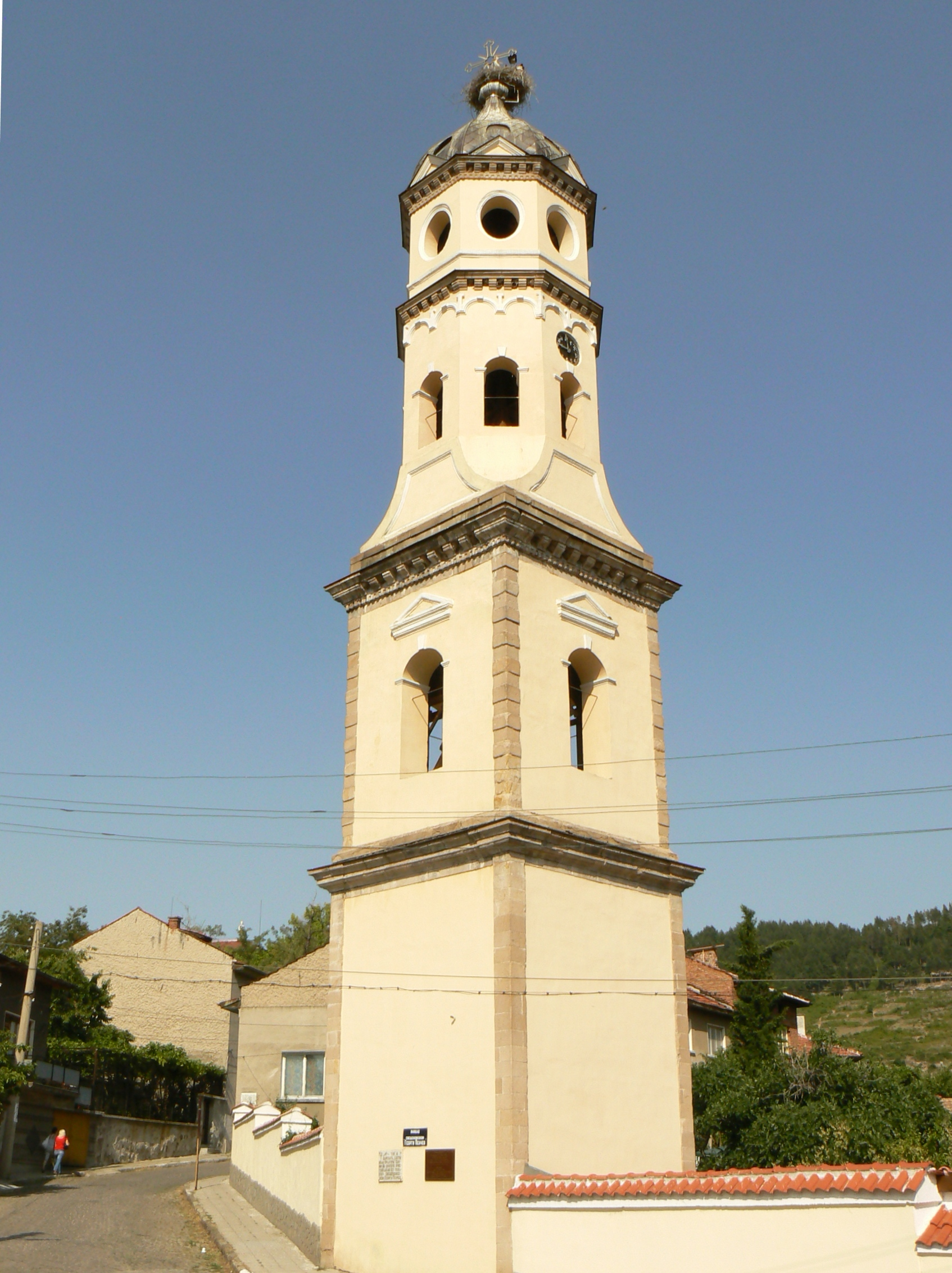
Klocktornet.